# Baikalobia copulatrix
Baikalobia copulatrix is een platworm (Platyhelminthes). De worm is tweeslachtig. De soort leeft in het zoete water van het Baikalmeer. 
Het geslacht Baikalobia, waarin de platworm wordt geplaatst, wordt tot de familie Dendrocoelidae gerekend. De wetenschappelijke naam van de soort werd, als Sorocelis copulatrix, voor het eerst geldig gepubliceerd in 1912 door Korotnev.